# Konfliktmineraler
Konfliktmineraler er mineraler som udvindes i og sælges fra lande med konflikter. Dette er særligt et problem i DR Congo. 
De vigtigste konfliktmineraler er: Columbit ((Fe,Mn)(Nb,Ta)2O6), tantalit ((Fe,Mn)Ta2O6) - tilsammen kaldet coltan, kassiterit (SnO2), wolframit ((Fe,Mn)WO4) og gedigent guld (Au). Ud fra disse får man metallerne tantal, tin og wolfram, kaldet the 3T's (fordi wolfram hedder tungsten på engelsk) samt guld.
Den amerikanske kongres vedtog i 2010 Dodd-Frank-loven, som påbyder virksomheder at dokumentere at de ikke forsynes fra Østcongo, inklusiv underleverandører. Elektronikproducenter, bilfabrikker, guldsmede og Walmart er blandt dem, der skal deklarere deres forsyningskæder.
EU-Kommissionen barsler med et tilsvarende lovforslag, der også skal gælde andre steder fx Latinamerika. Dansk Industri ønsker at smelterier, der udvinder metaller fra malmmineraler, skal certificeres. Derved kan mange virksomheder nøjes med at dokumentere at metallerne kommer fra et certificeret smelteri. Smelterierne skal så kontrollere om minerne finansierer væbnede konflikter, for at beholde certificeringen. 
Instruktøren Frank Piasecki Poulsens film "Blod i mobilen" fra 2010 fokuserede på militsernes brug af børnearbejdere i Østcongos miner.
Konfliktmineraler bygger videre på begrebet bloddiamanter, der er rådiamanter, der indsamles af krigsherrer og oprørsgrupper til at finansiere diverse borgerkrige; seneste eksempler er Angola, Elfenbenskysten, Sierra Leone og naturligvis DR Congo. 